# Andelain
Andelain é uma comuna francesa na região administrativa de Altos da França, no departamento Aisne. Estende-se por uma área de 2,91 km². Em 2010 a comuna tinha 231 habitantes (densidade: 79,4 hab./km²).